# Pseudochirulus caroli
Il coda ad anello dei Weyland (Pseudochirulus caroli Thomas, 1921) è un marsupiale arboricolo della famiglia degli Pseudocheiridi. Deve il nome scientifico al suo scopritore, il collezionista Charles B. Pratt.

## Descrizione
Il coda ad anello dei Weyland è ricoperto da un manto folto, soffice e lanoso, di colore grigio chiaro sulle regioni superiori e bianco su quelle inferiori; la parte esterna delle zampe assume una tonalità marroncina. La parte terminale della coda, di colore bianco, è glabra sulla parte inferiore ed, essendo prensile, viene utilizzata per muoversi tra i rami. Le prime due dita delle zampe anteriori sono opponibili rispetto alle altre tre. Le femmine hanno quattro capezzoli, ma solo due di essi sono funzionali. Pesa circa 440 g.

## Biologia
La coda prensile dei coda ad anello dei Weyland ha la parte terminale, come indica il nome, curvata a forma di anello; questi animali sono notturni, durante il giorno restano nascosti nelle cavità degli alberi o in nidi formati da foglie e corteccia d'albero, e si nutrono di frutti, foglie, fiori, insetti e piccoli vertebrati. Il marsupio ha l'apertura anteriore e le femmine partoriscono uno o due piccoli per volta.

## Distribuzione e habitat
Il coda ad anello dei Weyland è diffuso nella parte occidentale della Cordigliera Centrale della Nuova Guinea; vive nelle foreste pluviali, dal livello del mare a circa 2200 m di quota.

## Tassonomia
Sono state riconosciute due sottospecie:
- P. c. caroli Thomas, 1921: monti Weyland (Provincia di Papua);
- P. c. versteegi Thomas, 1922: Provincia di Papua.